# Edemi Bolkwadze
Edemi Bolkwadze (gruz. ედემი ბოლქვაძე; ur. 15 czerwca 1997) – gruziński zapaśnik startujący w stylu wolnym. Zajął szesnaste miejsce na mistrzostwach świata w 2023 roku. 
Brązowy medalista mistrzostw Europy w 2023 roku. 
Wicemistrz Europy U-23 w 2019 i trzeci na ME juniorów w 2017 roku.